# Baldwin (Pensilvânia)
Baldwin é um distrito localizado no estado norte-americano da Pensilvânia, no Condado de Allegheny.

## Demografia
Segundo o censo norte-americano de 2000, a sua população era de 19.999 habitantes.
Em 2006, foi estimada uma população de 18.622, um decréscimo de 1377 (-6.9%).

## Geografia
De acordo com o United States Census Bureau tem uma área de 15,3 km², dos quais 14,9 km² cobertos por terra e 0,4 km² cobertos por água.

## Localidades na vizinhança
O diagrama seguinte representa as localidades num raio de 8 km ao redor de Baldwin.